# 拉米拉蒂耶尔
拉米拉蒂耶尔（法語：La Mulatière，法語發音：[la mylatjɛʁ]）是法国里昂大都会的一个市镇，属于里昂区。

## 地名
“拉米拉蒂耶尔”的名字来自克莱芒·米拉（Clément Mulat），其在1479-1480年及1483年任里昂行政官。

## 地理
拉米拉蒂耶尔（45°43'41"N, 4°48'44"E）面积1.82 平方千米，位于法国奥弗涅-罗讷-阿尔卑斯大区里昂大都会，后者为法国的一个特殊地位集体，自2015年脱离罗讷省成立，位于法国中东部，中心城市为里昂。
与拉米拉蒂耶尔接壤的市镇（或旧市镇、城区）包括：圣富瓦莱里昂、里昂、乌兰-皮埃尔贝尼特。
拉米拉蒂耶尔的时区为UTC+01:00、UTC+02:00（夏令时）。

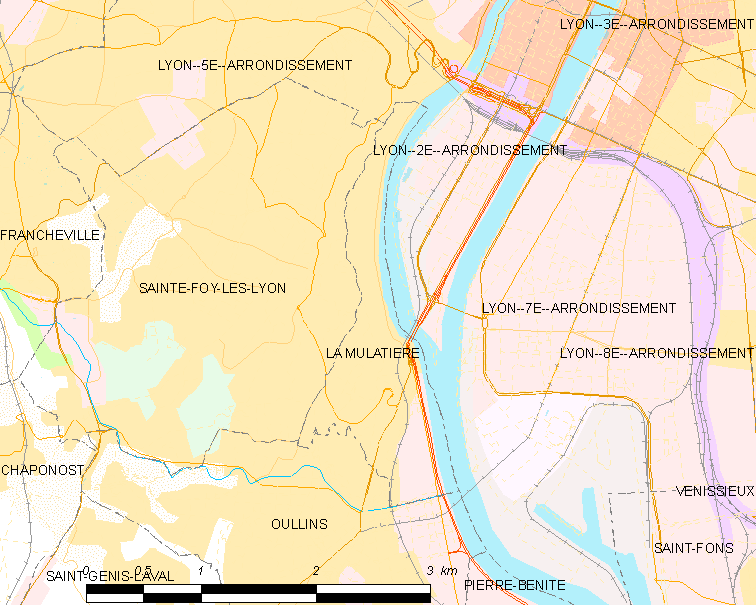
拉米拉蒂耶尔的OSM定位图

## 行政
拉米拉蒂耶尔的邮政编码为69350，INSEE市镇编码为69142。

## 政治
拉米拉蒂耶尔的现任市长为韦罗妮克·德尚（Véronique Déchamps）女士，任期为2020-2026年。

## 人口

1962-2008年间拉米拉蒂耶尔人口变化图示

拉米拉蒂耶尔于2022年1月1日时的人口数量为6554人。